# Vance Amory
Vance Amory, né le 22 mai 1949 à Saint-George Gingerland (Niévès) et mort le 2 avril 2022 à Londres (Royaume-Uni), est un homme politique christophien.

## Biographie

### Carrière sportive
Joueur de cricket dans sa jeunesse, Vance Amory joue pour l'équipe des îles Leeward.

### Parcours politique
Fondateur du Mouvement des citoyens conscients en 1987, Vance Amory devient Premier ministre de Niévès en 1992. Il conserve ce poste jusqu'en 2006, puis le retrouve en 2013.